# Ivan Collendavelloo
Ivan Leslie Collendavelloo est un homme politique mauricien, vice-Premier ministre de Maurice du 15 décembre 2014 au 20 décembre 2016 puis du 12 novembre 2019 au 25 juin 2020. Il fut également ministre de l’Energie et des services publics du 24 janvier 2017 au 25 juin 2020.

## Biographie
Après avoir été nommé par Pravind Jugnauth le 12 novembre 2019, il est révoqué de ses fonctions publiques le 25 juin 2020.